# Чемпионат Исландии по футболу 1948
Чемпионат Исландии по футболу 1948 стал 37-м розыгрышем чемпионата страны. В турнире, как и по большей части в предыдущие годы, участвовали четыре команды (на этот раз клуб «Акранес» отказался от участия). Чемпионский титул после долгого перерыва в 11-й раз завоевал «Рейкьявик».

## Турнирная таблица
| М | Команда   | И | В | Н | П | Мячи  | ±  | О |
| - | --------- | - | - | - | - | ----- | -- | - |
| 1 | Рейкьявик | 3 | 2 | 1 | 0 | 7 − 1 | +6 | 5 |
| 2 | Викингур  | 3 | 1 | 2 | 0 | 5 − 4 | +1 | 4 |
| 3 | Валюр     | 3 | 1 | 0 | 2 | 5 − 9 | −4 | 2 |
| 4 | Фрам      | 3 | 0 | 1 | 2 | 3 − 6 | −3 | 1 |

И — игры, В — выигрыши, Н — ничьи, П — проигрыши, Мячи — забитые и пропущенные голы, ± — разница голов, О — очки

## Интересные факты
- Впервые исландский чемпионат был разделён на две части: первая половина матчей прошла в июне, вторая в августе. Причиной тому стал запланированный матч 2 июля 1948 между сборными Исландии и Финляндии (исландцы выиграли 2:0).
- Значительная часть футболистов-граждан других стран вынуждена была отправиться на Олимпийские игры в Лондоне, вследствие чего команды играли с ослабленными составами.
- «Викингур» впервые за 22 лет одержал победу над «Валюром» со счётом 3:2.
- В матче между «Рейкьявиком» и «Викингуром» разразился скандал: игроки «Рейкьявика» собирались покинуть поле после того, как «Викингур» сравнял счёт. В последний момент «чёрно-белые» всё же одумались и прекратили протесты.